# コカ・コーラ ゼロ

コカ・コーラ ゼロは、ザ コカ・コーラ カンパニーが販売している炭酸飲料。2005年6月、アメリカ合衆国にて販売開始。日本では2007年6月に発売され、現在51か国にて販売されている。日本では280ml/350ml/500ml缶・350ml/500ml/1.5L/2LPETで販売され、地域によっては300mlボトル缶や242mlリターナブル瓶でも販売されている。なお、アメリカでは2017年8月に販売が停止され、欧州や中南米で販売されていたコカ・コーラ ゼロシュガーへの切り替えが行われた。

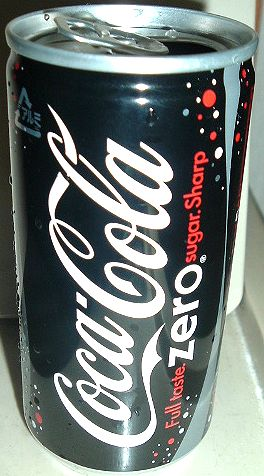
コカ･コーラ ゼロ（日本仕様/200mlアルミ缶入り）

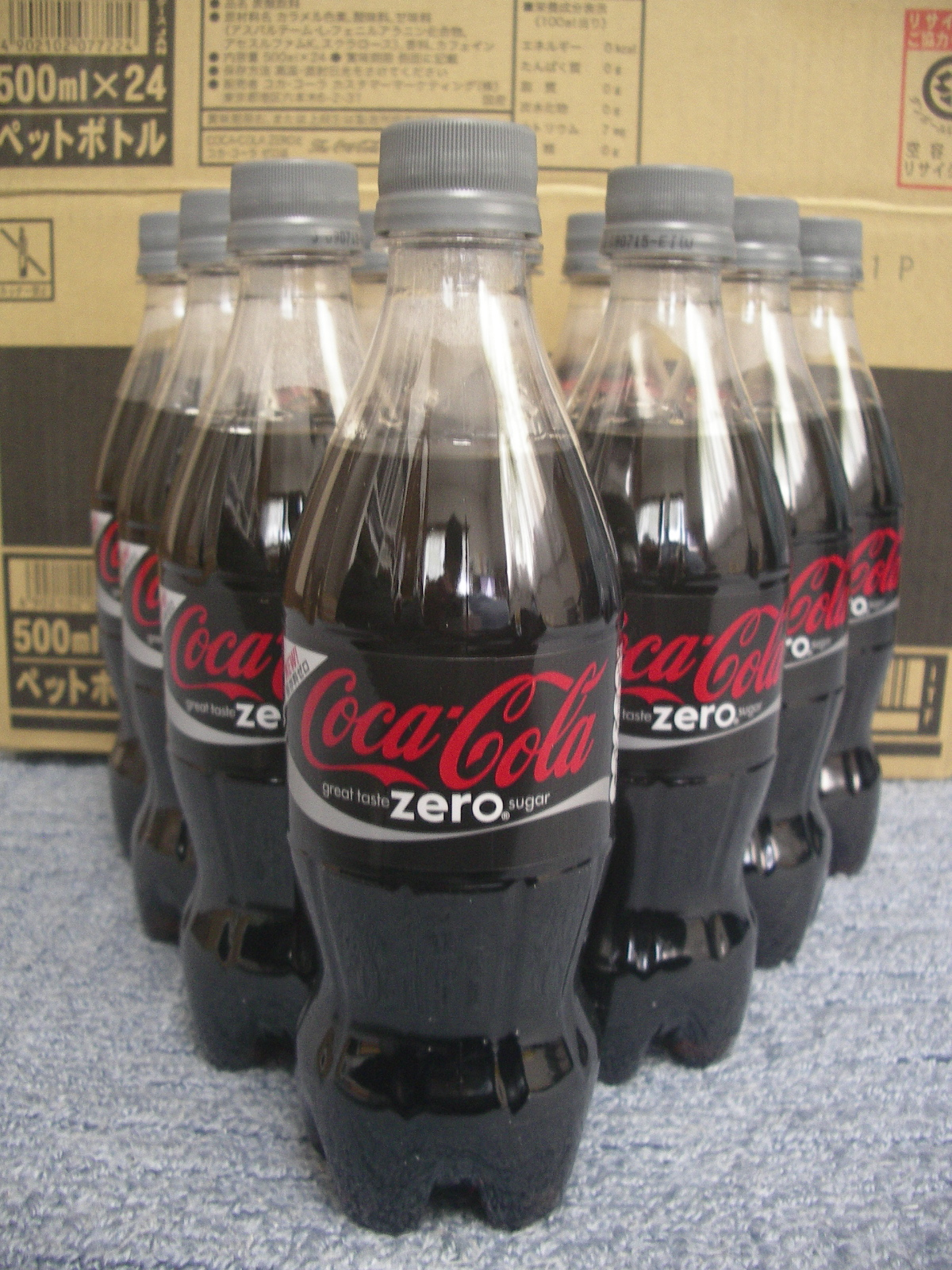
コカ･コーラ ゼロ（日本仕様/500mlペットボトル入り）

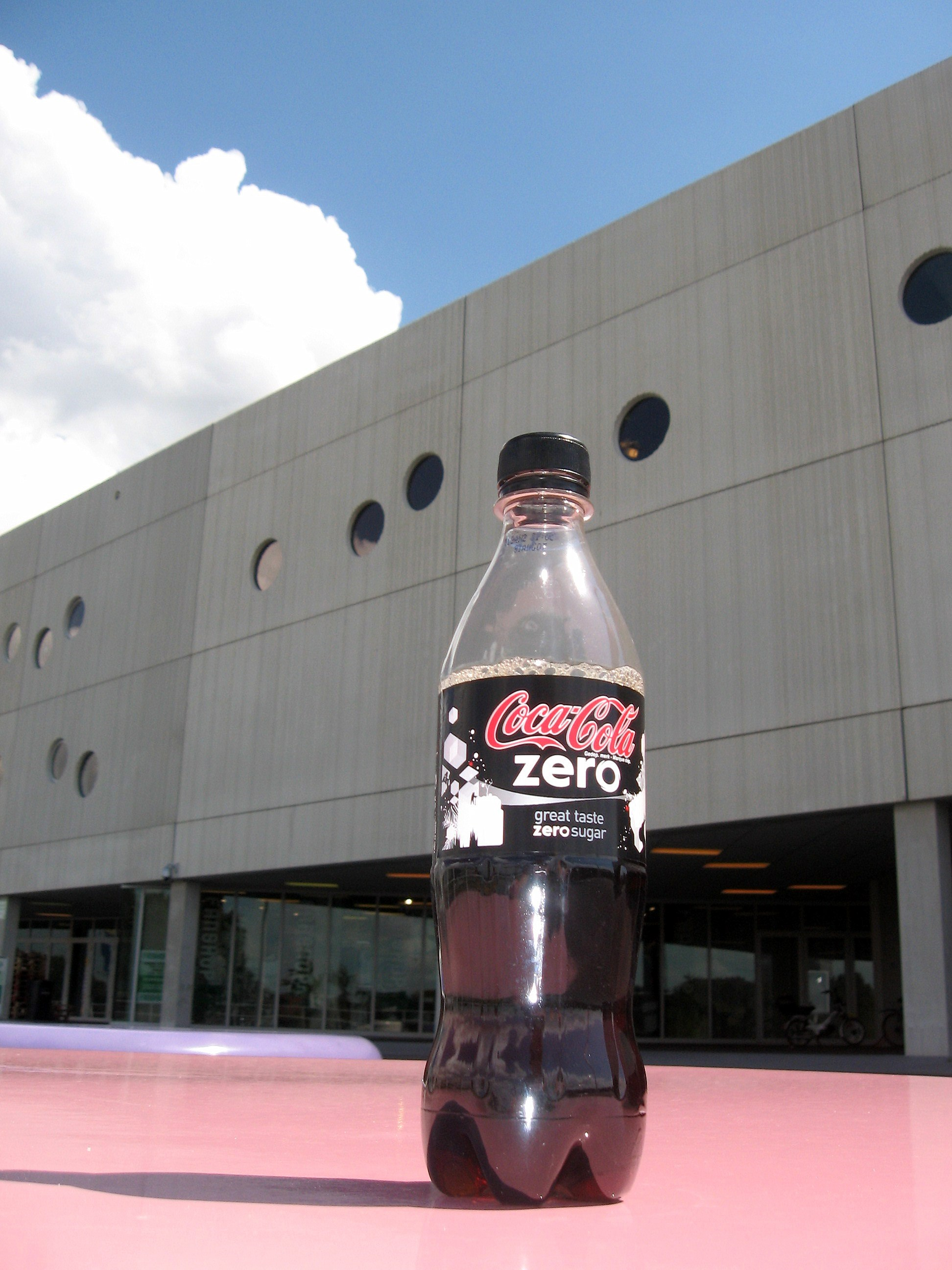
コカ･コーラ ゼロ（海外仕様/ペットボトル入り）

## 特徴
若者をターゲットに、赤いコカ・コーラの“味”、ダイエットコカ・コーラの“カロリーゼロ”という特徴の両方を兼ね備えた商品として発売された。販売されている国によって、パッケージデザインが異なることがあるが、メインターゲット及び味設計は基本的に同じである。
日本では2007年4月発売のノーカロリー　コカ・コーラが女性向け、6月発売のコカ・コーラゼロが男性向けのゼロカロリーコーラとして売り出された。ノーカロリーコカ・コーラに比べ、コカ・コーラゼロは甘さが抑えられ、炭酸ガス圧が強めに設定されている
2010年4月には糖分・香料・保存料（安息香酸ナトリウム）ゼロに加え、カフェインフリーも実現した「コカ・コーラ ゼロフリー」を新たに発売した。こちらは金のラベルを採用している。

## 日本での沿革
- 2007年6月4日 - 販売開始[2]
- 2008年
  - 6月2日 - コンビニエンスストア・自動販売機向けに、移動中の飲み易さを追求した「グリップボトル」を導入。
  - 10月6日 - 「007/慰めの報酬」とのタイアップキャンペーンを開始。350ml缶と500mlグリップボトルの限定デザイン品を発売。
- 2009年2月9日 - リニューアル発売。コカ・コーラのロゴは白地から「コカ・コーラレッド」に変更すると共に、保存料をゼロ化。また、350ml缶はJリーグとのオフィシャルスポンサー契約を活用し、Jリーグデザイン缶とした（ウエスト社は管轄内8チーム・南九州社は管轄内2チームのデザイン缶）。
- 2010年
  - 2月1日 - リニューアル発売。合成香料もゼロ化。ペットボトルのキャップの色をブランドのシンボルカラーであるブラックに変更。
  - 4月26日 - カフェインフリー設計の「コカ・コーラ ゼロフリー」を発売。[3]
- 2017年3月6日 - 「コカ・コーラ」と同時にパッケージリニューアル。ベースカラーであるブラックはそのままだが、ペットボトルのラベルや缶のパッケージにブランドシンボルである「レッドディスク」を新たにデザインした。また、「コカ・コーラ ゼロフリー」はベースカラーをゴールドに変更する（ラベルには「コカ・コーラ ゼロ」同様に「レッドディスク」もデザインされる）パッケージリニューアルと同時に、商品名を「コカ・コーラ ゼロカフェイン」に変更した[4]。

## 日本での広告活動
日本では“ゼロ侍”なるキャラクターを採用。扮装は侍なのだが、ちょんまげに見立ててコカ・コーラゼロの500mlのペットボトルを頭に乗せている。「躊躇わない男の象徴＝侍を起用し、決断力のあるシャープな男を象徴」としている。
日本での発売より1年後、カーディーラーのHONDAを中心にサンプリングを行った。また、2007年 - 2016年は鈴鹿8時間耐久ロードレースの冠タイトルとなっていた。
2008年10月、映画「007」の新作「慰めの報酬」とタイアップし、プレゼントプロモーションをはじめ、コカ・コーラゼロのデザインパッケージを販売することを発表した。
2009年2月、製品のリニューアルに合わせ、Jリーグとの協同プロモーションを展開。このプロモーションからPET製品に関してはキャップ裏にピンコードを印字し始めた（缶製品は従来通りシール）。
2012年はFUZZY CONTROLの「Born to Be Wild」（ステッペンウルフのカバー）をCM曲に起用。スカパー!とのコラボCMではJリーグサポーターの応援風景を使用。